# Grameen Bank

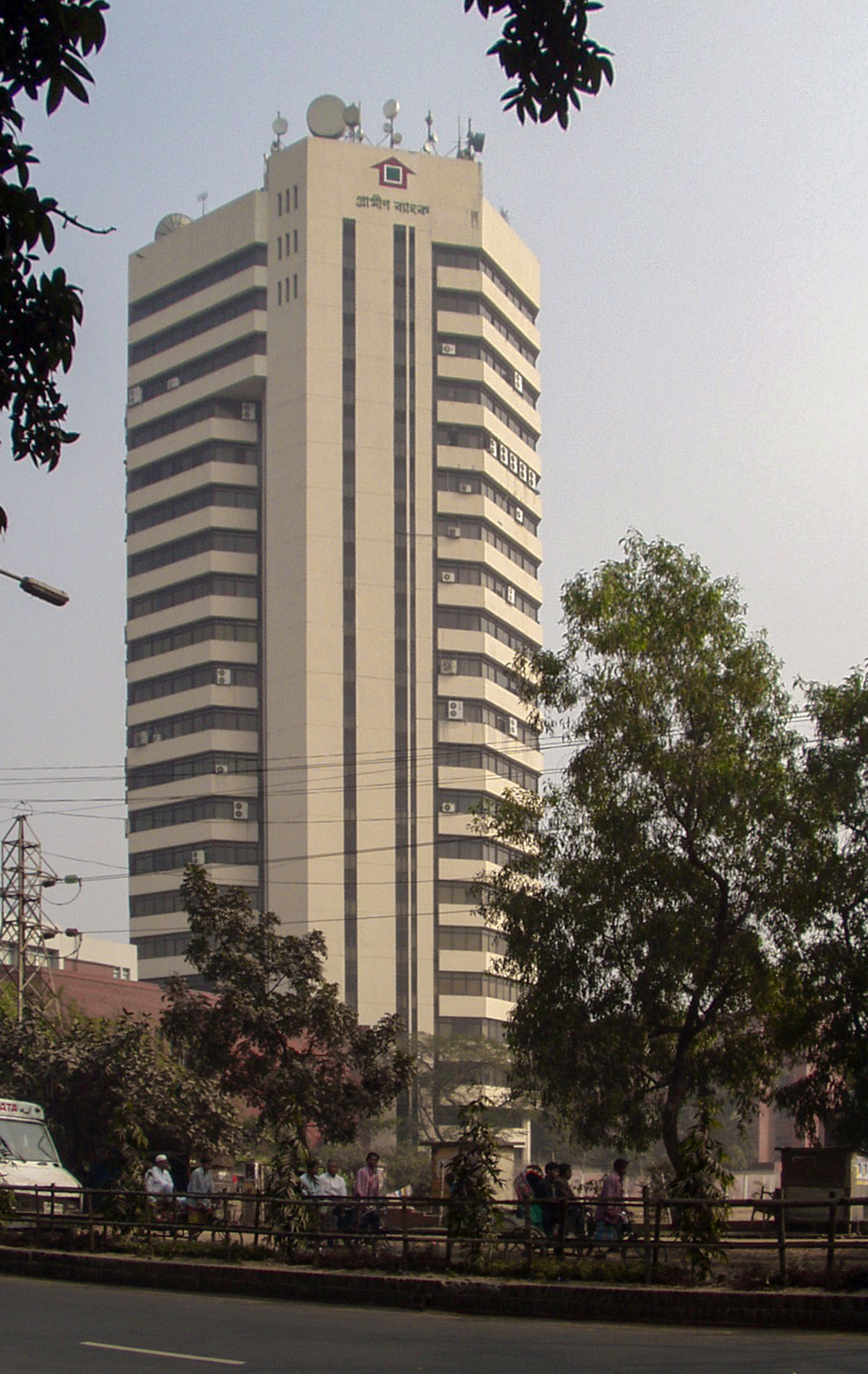
Hauptgebäude der Grameen Bank in Dhaka

Die Grameen Bank (Bengalisch: গ্রামীণ ব্যাংক, Grāmīṇ Byāṃk; etwa: Dörfliche Bank) ist ein 1983 gegründetes Mikrofinanz-Kreditinstitut, das nicht mit Kreditsicherung, sondern mit Gruppendruck Mikrokredite an Menschen ohne Einkommenssicherheiten in Bangladesch vergibt und damit versucht, die Armut der Bevölkerung zu lindern.
Der Grameen Bank gehören zusätzlich Gesellschaften der Telefon- (Grameenphone), Energie- (Grameen Shakti), Textil- und Baubranche und anderer Dienstleistungen an.

## Idee und Gründung
Die Bank wurde am 2. Oktober 1983 von dem aus Bangladesch stammenden Wirtschaftswissenschaftler Muhammad Yunus gegründet. Nach einer großen Hungersnot in Bangladesch suchte Yunus seit 1976 nach einer Lösung, um die Situation der Einkommensschwachen in dem Land zu verbessern. Seine Beobachtungen zeigten, dass die armen Menschen für ihren wirtschaftlichen Erfolg nur ein kleines Kapital brauchten, um Materialien oder Rohstoffe für ihr Handwerk zu erwerben. Weil sie aber Kredite nur von Geldverleihern mit Wucherzinsen aufnehmen konnten oder von ihren Rohstofflieferanten abhängig waren, erwirtschafteten die ärmsten Menschen kaum einen Gewinn.
Die großen Banken waren aufgrund fehlender Sicherheiten nicht bereit, diesen Menschen Kredite zu gewähren. Ein weiterer Grund für normal strukturierte Banken ist das Missverhältnis zwischen hohem Arbeitsaufwand pro Kunde und geringer Höhe der Mikrokredite, die allerdings zu marktüblichen Zinsen vergeben werden.

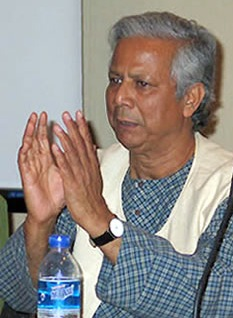
Muhammad Yunus

Yunus selbst beschrieb die Situation folgendermaßen:
„Ich sah, dass die Leute hart arbeiteten. Aber trotzdem blieben sie arm. Warum? Sie sagten mir, es läge daran, dass sie kein Kapital hätten. Um also Materialien zur Herstellung einfacher Möbel zu erstehen oder Zutaten für das Essen, das sie an der Straße kochten und verkauften, mussten sie sich Geld leihen: entweder bei jenen Menschen, die ihnen die Rohstoffe zur Verfügung stellten und sie dann gleich auch für die fertigen Produkte bezahlten, oder beim Geldverleiher, der horrende Zinsen verlangte. So oder so – ihnen selber blieb am Ende eines langen Arbeitstages kaum etwas übrig.“
1976 begann Yunus, Geld zu verleihen. Seine Erfahrungen waren positiv und bald erhielt er die ausgezahlten Kredite mit Zinsen zurück. Er entwickelte ein System, in dem sich die Kreditnehmer – fast ausschließlich Frauen – aufgrund persönlicher Bindungen zur Rückzahlung verpflichtet fühlten. Und sie wurden Mitglieder und Miteigentümer der Bank. Die Grameen Bank gehört auch ihren Kunden. Deswegen wurden Kredite der Grameen Bank nur unter der Voraussetzung angeboten, dass sich in den Dörfern kleine Gruppen zusammenschlossen, die von Bankmitarbeitern geschult wurden und füreinander bürgten. Erst wenn die ersten zwei Gruppenmitglieder ihren persönlichen Kredit eine Weile regelmäßig zurückgezahlt hatten, erhielten die nächsten ihrerseits ein Darlehen, sodass eine pünktliche Rückzahlung in aller Interesse war. Mehr als 98 % der Erstkredite, oft weniger als 50 Dollar, wurden zurückgezahlt. Außerdem mussten sich die Mitglieder verpflichten, bei der Grameen Bank ein Sparkonto einzurichten und ständig zu bedienen.
Die Grameen Bank setzt für die Vergabe der Kredite zwei Bedingungen:
- Der Antragsteller muss erklären, wofür er das geliehene Geld einsetzen will.
- Der Erwerb von Radio- oder Fernsehgeräten mit diesem Geld ist untersagt.

## Soziale Programme
Die Grameen Bank verleiht Kredite bis 100 Taka (gerundet 1,05 Euro am 13. August 2017) zinslos an Bettler. Neben einer kostenlosen Lebensversicherung sind die Laufzeiten ungewöhnlich lang. Die Kreditnehmer werden nicht gezwungen das Betteln aufzugeben. Allerdings sind bei diesem Programm die Rückzahlungsraten größer als 50 %.
Die Tochtergesellschaften Grameen Telecom und Grameenphone ermöglichen vielen Dörfern in Bangladesch eine Telefonverbindung. 1997 startete Grameen Telecom das Projekt Village Phone (wörtlich: „Dorf-Telefon“). Frauen können mit einem Kredit ein Handy kaufen, das sie dann für einzelne Gespräche vermieten. So können auch Menschen in armen ländlichen Gebieten telefonieren und die Verleiherinnen erzielen ein kleines Einkommen.

## Heutige Situation
Im Oktober 2007 hatte die Bank (nach eigenen Angaben) 7,34 Millionen Kreditnehmer, davon 97 % Frauen. Die Gesamtsumme des bisher verliehenen Geldes beläuft sich auf 6,55 Milliarden Dollar. Die Bank unterhält 2.468 Zweigstellen mit 24.703 Mitarbeitern, die über 70 % (80.257) der Dörfer betreuen. 98,35 % der vergebenen Kredite werden zurückgezahlt. Die Bank befindet sich zu 94 % im Besitz der Kunden und zu 6 % im Besitz des Staates. Im Lauf der Zeit entwickelte die Bank auch eigene Programme, bei denen Darlehen zu besonderen Bedingungen – z. B. Hausbaudarlehen für Familien – vergeben werden.
Das Konzept der Bank wird heute in 60 Entwicklungsländern angewendet. In der über 30-jährigen Geschichte der Bank gab es nur drei Jahre, in denen die Bank rote Zahlen schrieb.
Im März 2011 wurde Muhammad Yunus als Geschäftsführer der Grameen Bank aus Altersgründen entlassen. Er ging erfolglos gerichtlich gegen seine Entlassung vor. Dem Obersten Gerichtshof von Bangladesch zufolge handelt es sich bei der Grameen Bank um eine staatliche Institution und nicht um eine Privatbank, sodass für alle Mitarbeiter ein staatliches Rentenalter von 60 Jahren gelte. Yunus war zu diesem Zeitpunkt bereits 70 Jahre alt. Er warf im Zusammenhang mit dieser Auseinandersetzung der Regierung von Bangladesch vor, die Grameen Bank unter ihre Kontrolle bringen zu wollen. Die Bank würde zu einer Organisation der Regierung werden und sein Lebenswerk würde durch Misswirtschaft, Ineffizienz und Profitstreben gefährdet.

## Würdigungen
Yunus wurde (unter anderem) 1994 mit dem Welternährungspreis, 1998 mit dem Sydney-Friedenspreis und 2006 mit dem „ITU World Information Society Award“ der ITU ausgezeichnet. Im selben Jahr wurde der Friedensnobelpreis des Jahres 2006 zu gleichen Teilen der Grameen Bank und ihrem Gründer Yunus für die Förderung wirtschaftlicher und sozialer Entwicklung zuerkannt.
Das Projekt wird von Ashoka unterstützt. Im Jahr 2000 erhielt die Bank den Gandhi-Friedenspreis der indischen Regierung.

## Kritik
Jeffrey Tucker vom libertären Mises Institut bemängelt, dass die Bank ohne staatliche Finanzierung nicht lebensfähig sei. Außerdem griffen die Bankangestellten teilweise kurios in das Privatleben der Kreditnehmer ein.
Die Bank kann anscheinend traditionelle Rollenbilder nicht überwinden. Bekannt sind Fälle des Missbrauchs des Systems seitens der Ehemänner. Die Mitgiftforderungen sind lokalen Untersuchungen zufolge (trotz eines Verbotes durch die Grameen Bank) deutlich gestiegen.
Sudhirendar Sharma berichtet von Gruppen, die Kredite zu höheren Zinsen weiterverleihen und den Gewinn abschöpfen. Er prophezeit dem Projekt negative Langzeitfolgen, weil die Lebensverhältnisse nicht verbessert und die Armutskapitalisierungen vergrößert würden.
Ein Feature des Deutschlandfunks berichtete am 20. Juli 2010 kritisch über die Erfolge sowie die Methoden, mit denen die Bank arbeitet. Die Kreditvermittler arbeiten provisionsbezogen und scheinen Kunden in Mikrokredite zu drängen. Auf säumige Schuldner (insbesondere Schuldnerinnen) werde sowohl psychischer als auch physischer Druck durch Geldeintreiber zur Aufrechterhaltung der Ratenzahlungen ausgeübt und die Menschen in ein Gefüge langfristiger Schuldknechtschaft gedrängt. Des Weiteren erweise sich die Erfolgsbilanz dieses Mikrokreditmodells als bescheiden. 20 % der Kunden gelinge der Sprung in den Erfolg, während 80 % der Kunden in der Schuldknechtschaft kleben bleiben.
Auch die Journalistin Kathrin Hartmann äußert sich kritisch zu den Mikrokrediten: Sie dienen nicht den Armen, sondern dem globalen Finanzkapital. Sie seien kein Akt der Menschlichkeit, sondern das Konzentrat neoliberaler Entwicklungspolitik: Die hohe Staatsverschuldung der armen Länder würde auf das Individuum ausgeweitet. Für ihre Recherchen zum Buch Wir müssen leider draußen bleiben. Die neue Armut in der Konsumgesellschaft (2012) bereiste sie Bangladesch und sprach mit mehreren Mikrokreditnehmerinnen. Die von ihr befragten Kreditnehmerinnen hätten erhebliche Probleme, die Kredite zurückzuzahlen und würden dazu weitere Mikrokredite aufnehmen. Letztendlich seien sie in einer Schuldenfalle gefangen.